# Molekulardynamik-Simulation
Moleküldynamik oder Molekulardynamik (MD) bezeichnet Computersimulationen in der molekularen Modellierung, bei denen Wechselwirkungen zwischen Atomen und Molekülen und deren sich daraus ergebende räumliche Bewegungen iterativ berechnet und dargestellt werden. Bei der Modellierung von komplexen Systemen mit einer Vielzahl an beteiligten Atomen werden hauptsächlich Kraftfelder oder semiempirische Methoden verwendet, da der Rechenaufwand zur Anwendung von quantenmechanischen Verfahren (Ab-initio-Methoden) hierbei zu groß wäre. Durch die Verwendung der Dichtefunktionaltheorie und die stetig steigende verfügbare Rechenleistung werden allerdings zunehmend Ab-initio Molekulardynamik Simulationen (Car-Parrinello-Methode) auch für mittelgroße Systeme möglich.
Der Begriff Moleküldynamik wird manchmal auch als Synonym für die Diskrete-Elemente-Methode (DEM) gebraucht, weil die Methoden sehr ähnlich sind. Die Partikel in DEM müssen aber keine Moleküle sein und können komplizierte Rotationsfreiheitsgrade haben.

## Geschichte
Die MD-Methode hat ihre Ursprünge in den späten 1950er und frühen 1960er Jahren und spielt eine große Rolle in der Simulation von Flüssigkeiten, wie z. B. Wasser oder wässrigen Lösungen, wo strukturelle und dynamische Eigenschaften in experimentell schwer zugänglichen Bereichen (z. B. von Druck und Temperatur) berechnet werden können. Pioniere waren Ende der 1950er Jahre Bernie Alder und Thomas E. Wainwright (Modell harter Kugeln) und in den 1960er Jahren Aneesur Rahman, Loup Verlet und Bruce J. Berne (mit seinem Studenten George Harp).

## Physikalische Prinzipien
Aus Sicht der statistischen Physik erzeugt eine MD-Simulation Stichproben von Konfigurationen (beziehungsweise Realisierungen stochastischer Pfade), die bestimmten thermodynamischen Ensembles entnommen sind. 
Einige dieser Ensembles werden im Folgenden aufgelistet.
Im Gegensatz zu Monte-Carlo-Simulationen gibt es in MD-Simulationen eine physikalisch interpretierbare zeitliche Dynamik.
Die fundamentale Idee der MD-Simulationen ist es angepasste Newtonsche Bewegungsgleichungen zu lösen, wobei die Anpassungen abhängig vom Ensemble sind und auf stochastische Differentialgleichungen (wie beispielsweise die Langevin-Gleichung) hinauslaufen.

### Mikrokanonisches Ensemble (NVE)
Das mikrokanonische Ensemble beschreibt ein System, das isoliert ist und keine Partikel (N), Volumen (V) oder Energie (E) mit der Umgebung austauscht.
Für ein System mit {\displaystyle N} Partikeln, zugehörigen Koordinaten {\displaystyle X} und Geschwindigkeiten {\displaystyle V} kann man folgendes Paar gewöhnlicher Differentialgleichungen aufstellen:
{\displaystyle {\begin{aligned}F(X)=-\nabla U(X)&=M{\dot {V}}(t)\\V(t)&={\dot {X}}(t).\end{aligned}}}
Dabei beschreibt
- {\displaystyle F} die Kraft,
- {\displaystyle M} die Masse,
- {\displaystyle t} die Zeit,
- die potenzielle Energie {\displaystyle U(X)} die Wechselwirkung der Atome und Moleküle. {\displaystyle U(X)} wird auch Kraftfeld genannt. Es wird durch zwei Teile definiert:
  - die mathematische Form (d. h. der funktionale Ansatz für die einzelnen Wechselwirkungsarten, meist der klassischen Mechanik entlehnt),
  - die atomspezifischen Parameter. Letztere erhält man aus spektroskopischen Experimenten, Beugungsexperimenten (Röntgenbeugung) und/oder quantenmechanischen Berechnungen (Quantenchemie) sowie in manchen Kraftfeldern auch aus makroskopischen Messwerten (experimentell), die durch die Parametrierung erfüllt werden sollen. Daher kann es für einen Kraftfeldansatz verschiedene Parametersätze geben.

Die Parametrisierung eines Kraftfeldes mit einem großen Anwendungsbereich ist eine große Herausforderung. Bei der Durchführung von MD-Simulationen ist die Wahl des richtigen Kraftfeldes eine wichtige Entscheidung. Generell sind Kraftfelder immer nur auf solche Systeme anwendbar, für die sie parametrisiert sind (z. B. Proteine oder Silikate).

### Kanonisches Ensemble (NVT)
Das kanonische Ensemble zeichnet sich im Gegensatz zum mikrokanonischen durch konstante Temperatur aus. Um es zu realisieren, wird zusätzlich ein Thermostat benötigt. Beispielsweise kann das Andersen-Thermostat, das Langevin-Thermostat oder das Nose-Hoover-Thermostat verwendet werden. Teilweise (insbesondere zur Äquilibrierung) wird auch noch das Berendsen-Thermostat oder Weak-Coupling-Thermostat verwendet. Dieses erzeugt jedoch kein korrektes NVT-Ensemble. Thermostate beruhen auf dem Äquipartitionstheorem.

### Isotherm-isobares Ensemble (NPT)
Um das NPT-Ensemble zu realisieren, benötigt man neben einem Thermostat zusätzlich ein Barostat. Beispielsweise kann das Andersen-Barostat, das Parrinello-Rahman Barostat oder das Berendsen-Barostat verwendet werden. Barostate beruhen auf dem Clausiusschen Virialtheorem.

## Methodik

Algorithmus einer Molekulardynamiksimulation

Das simulierte Volumenelement wird am Anfang mit den zu untersuchenden Teilchen gefüllt. Anschließend folgt die Equilibrierung: Es werden für jedes Teilchen die Kräfte berechnet, die auf es aufgrund seiner Nachbarn wirken, und die Teilchen entsprechend dieser Kräfte in sehr kleinen Zeitschritten bewegt. Nach einigen Schritten (bei einem guten, passenden Kraftmodell) gelangt das Probevolumen in ein thermisches Gleichgewicht, und die Teilchen fangen an, sich „sinnvoll“ zu bewegen. Nun können aus den Kräften und Bewegungen der Teilchen Druck und Temperatur berechnet und schrittweise verändert werden. Die Teilchen können dabei vollständige Moleküle aus einzelnen Atomen sein, die auch Konformationsänderungen durchlaufen können. Größere Moleküle werden oft aus mehrere Atome umfassenden, in sich starren Bauteilen zusammengesetzt (Discrete element method), was den Rechenaufwand minimiert, allerdings sehr gut angepasste Kraftfelder erfordert.
MD-Simulationen finden meist unter periodischen Randbedingungen statt: Jedes Teilchen, das das simulierte Volumen auf einer Seite verlässt, taucht auf der gegenüberliegenden wieder auf, alle Wechselwirkungen finden auch über diese Grenzen hinweg direkt statt. Dazu werden identische Kopien des simulierten Volumens nebeneinandergesetzt, sodass der dreidimensionale Raum die Oberfläche eines flachen, vierdimensionalen Torus bildet. Da dabei zu jedem Teilchen in den benachbarten Zellen (3 × 3 × 3 – 1 =) 26 Kopien entstehen, werden kurzreichweitige Wechselwirkungen nur zu dem einen, nächstliegenden dieser identischen Bildteilchen berechnet („Minimum Image Convention“).

## Nichtgleichgewichts-Molekulardynamik
Die Molekulardynamik-Methode kann auch zur Simulation von Systemen verwendet werden, die sich nicht im thermodynamischen Gleichgewicht befinden. Beispielsweise kann ein Teilchen mit einer konstanten externen Kraft durch eine Lösung gezogen werden.